# Hammerfall
Хамерфол (енгл. Hammerfall) је шведска хеви метал група из Гетеборга. Групу је 1993. године основао гитариста Оскар Дроњак.

## Биографија
Након напуштања дет метал групе Серемонијал оут 1993, Оскар Дроњак основао је Хамерфол, а ускоро потом позвао и Јеспера Стромблада да му се придружи. С обзиром да је Оскар већ дуго имао ову идеју, већ су били одрађени име, правац и стил свирања. У то време израђена је и прва песма бенда Steel meets steel. У раду бенда неко време учествовали су чланови група Ин флејмс, Кристал ејџ и Дарк транквилити. Циљ је био састајање неколико пута годишње и вежба за учествовање на локалном такмичењу Рокшлагет. Након неког времена у групу су ушли Глен Љунгстром из Ин флејмеса и Фредрик Ларсон из Кристал ејџа. Бенд је углавном свирао обраде песама група као што су Прити мејдс, Џудас прист и Алис Купер.
Хамерфол се 1996. први пут нашао у полуфиналу Рокшлагета. Прославу је покварила чињеница да певач Микаел Стане није био слободан у време полуфинала па је бенд започео потрагу за новим вокалом. Убрзо је нађен Станеов наследник, Јоаким Канс. Сарадња је уродила успехом и Канс је одмах постао стални члан Хамерфола. Ипак, упркос импресивном издању, Хамерфол није дошао до финала Рокшлагета. Испали су у последњим минутима од стране судија.
Два снимка с наступа уживо послата су холандској кући Vic Records, која је одушевљена виђеним одмах понудила уговор бенду. Целу следећу годину група је утрошила на писање текстова, вежбање и усавршавање дебитанског албума Glory to the brave. Такође, изабрана је и маскота – ратник Хектор, који се појављује и на свим следећим албумима, а представља нордијског бога Тора. Стромблад и Глен су одлучили да посвете своје време раду у својим групама, а заменили су их Патрик Рафлинг и Стефан Елмгрен, обојица чланови бившег Јоакимовог бенда Хајлендер.
Године 1997, група је потписала за Nuclear Blast па је добила неколико визуелних додатака и њихова музика је лансирана широм света. То је резултовало снимањем спотова за песме Hammerfall и -{Glory to the Brave-. Поред ових, са албума Glory to the Brave заживела су још три сингла: I Believe, The Dragon lies Bleeding и Stone Cold. Доласком басисте Магнуса Росена уместо Фредрика из Кристал ејџа, остварена је коначна постава Хамерфола. Његовим доласком музика је још више добила на ритму. Било је неочекивао да ће један хеви метал бенд средином деведесетих покупити толико добрих критика. Позитивне критике највећих хеви метал часописа, добра продаја копија показала је и велику популарност међу фановима. Уследиле су турнеје на којима је Хамерфол наступио на Wacken Open Air пред 14.000 људи и посете већини земаља западне Европе. У фебруару 1998. започет је рад на следећем албуму. Пре издавања албума Legacy of Kings, објавили су сингл Heeding the Call који је на немачкој топ-листи три недеље боравио на 48. месту и за то време је продат у више од 20.000 копија. Током 1998. групи је понуђено учествовање на три албума посвете, за три њихова узора из детињства. Први је био Џудас прист: Legends of Metal, на којем је Хамерфол извео песму Man on the Silver Mountain, други је био посвета за Аксепт, а трећи за Хеловин. Тако су реанимиране песме Head Over Hills и I Want Out која је по мишљењу многих својеврсно ремек-дело.
Године 2000. бенд је издао свој трећи албум Renegade, користећи исту форуму као на претходна два албума. Албум је наишао на неутралне критике. Након овог помало неуспелог албума 2002. су издали албум , који је оцењен врло добрим. Песма Hearts on Fire веома добро је прихваћена па је привукла још већи број следбеника. Исте године кренули су на турнеју током које су свирали са бендовима Ајрон мејден, Слејер и Стратоваријус. Након 2 године затишја и понеких проблема као што је повреда Оскара Дроњка у саобраћајној незгоди, Хамерфол је издао студијски албум , који је пропратио посетом Европи и Јужној Америци. 
Шести албум назван Threshold излашао је 20. октобра 2006. године, а последњи No Sacrifice, No Victory 20. фебруара 2009. године.
Бенд је најавио да ће наредни албум објавити током 2022.

## Чланови групе
- Јоаким Канс – певач (1996–данас)
- Оскар Дроњак – гитара, пратећи вокал (1993–данас)
- Понтус Норгрен – гитара, пратећи вокал (2008–данас)
- Фредрик Ларсон – бас-гитара, пратећи вокал (1994–1997, 2007–данас)
- Андерс Јохансон – бубњеви (1999–данас)

### Бивши чланови
- Стефан Елмгрен – гитара, пратећи вокали (1997–2008)
- Магнус Розен – бас (1997–2007)
- Патрик Рафлинг – бубњеви (1997–1999)
- Јеспер Стромблад – бубњеви (1993–1997)
- Глен Љунгстром – гитара (1995–1997)
- Микаел Стане – вокали (1993–1996)
- Никлас Сундин – гитара (1993–1995)
- Јохан Ларсон – бас (1993–1994)

## Награде
- Metal Hammer Awards, Maximum Metal, 2015.[3]

## Дискографија
Студијски албуми
- 1997:
- 1998:
- 2000:
- 2002:
- 2005:
- 2006:
- 2009:
- 2011:
- 2014:
- 2016:
- 2019:
- 2022: